# Aeschynanthus cryptanthus
Aeschynanthus cryptanthus är en tvåhjärtbladig växtart som beskrevs av Charles Baron Clarke. Aeschynanthus cryptanthus ingår i släktet Aeschynanthus och familjen Gesneriaceae. Inga underarter finns listade i Catalogue of Life.